# بون اوم
بون اوم (لائو: ບຸນອຸ້ມ ນະ ຈຳປາສັກ؛ ۱۲ دسامبر ۱۹۱۱ – ۱۷ مارس ۱۹۸۰) سیاست‌مدار اهل لائوس بود. وی دو بار از ۲۵ مارس ۱۹۴۸ تا ۲۴ فوریه ۱۹۵۰ و سپس از ۱۳ دسامبر ۱۹۶۰ تا ۲۳ ژوئن ۱۹۶۲ نخست‌وزیر این کشور بود.
بون اوم در ۱۷ مارس ۱۹۸۰، بعد از یک دوره طولانی بیماری در سن ۶۸ سالگی درگذشت.